# Savezni, republički i pokrajinski znaci zahvalnosti za postojanja SFRJ
Savezni, republički i pokrajinski znaci zahvalnosti za postojanja SFRJ uvedeni su prije odlikovanja SFRJ. Kao preteča, objavljivane su javne pohvale u tiskovinama Glavnog, a kasnije i Vrhovnog stožera (štaba) Narodnooslobodilačke vojske i partizanskih odreda Jugoslavije. Postojalo je i zvanje narodnoga heroja. Nakon Drugog svjetskog rata dano je kolektivno priznanje i zahvalnost NOV i POJ. Partizanima koji su se od 1941. uključili u NOVJ (kasnije NOV i POJ) dodijeljene su Partizanske spomenice. Prezidijum Sabora Narodne Republike Hrvatske dodijelio je 29. studenoga 1950. na prijedlog SUBNOR-a Hrvatske, svakome poginulom sudioniku Narodnooslobodilačkog rata ─ Spomenicu za vječnu uspomenu na žrtve terora fašističkih okupatora i njihovih slugu. Postojali su ovi znaci zahvalnosti:

## SR Bosna i Hercegovina
- Nagrada ZAVNOBiH[3]
- Dvadesetsedmojulska nagrada[4]
- Nagrada za prosvjetne radnike »Hasan Kikić«[5]

## SR Crna Gora
- Trinaestojulska nagrada[6]
- Njegoševa nagrada za književnost[7]
- Republička nagrada »Oktoih«[8]
- Diploma »Luča«[9]

## SR Hrvatska
Izvori: 
- Povelja i Plaketa Zemaljskog antifašističkog vijeća narodnog oslobođenja Hrvatske[11]
- Nagrada »Vladimir Nazor«[12]
- Nagrada »Kata Pejnović«[13]
- Nagrada »Ivan Filipović«[14]
- Republička nagrada fizičke kulture[15]
- »Nagrada dr Marija Schlesinger«[16]

## SR Makedonija
- Republičke nagrade Socijalističke Republike Makedonije[17]
- Nagrada »25. maj« za sport, fizičku i tehničku kulturu[18]

## SR Slovenija
- Prešernova nagrada[19]
- Nagrade i priznanja »Stane Žagar«[20]
- Nagrade i priznanja »Jože Potrč«[21]

## SR Srbija
- Republička nagrada »25. maj«[22]
- Sedmojulska nagrada[23]
- Nagrada »Dr Dragiša Mišović«[24]

### SAP Vojvodina
- Nagrada oslobođenja Vojvodine[25]
- Nagrada »Partizanski učitelj«[26]

### SAP Kosovo
- Pokrajinska nagrada »Dan mladosti«[27]
- Nagrada »Boro i Ramiz«[28]

## Savezni znaci zahvalnosti
- Nagrada Antifašističkog vijeća narodnog oslobođenja Jugoslavije[29]
- Nagrada »Edvard Kardelj«[30]
- Plaketa civilne zaštite SFRJ[31]
- Plaketa sigurnosti[32]
- Prvomajska nagrada rada[33]
- Nagrada Vlade FNRJ[34]
- Trinaestomajska nagrada[35]